# Bergtjärnen (Gideå socken, Ångermanland, 706132-165346)
Bergtjärnen är en sjö i Örnsköldsviks kommun i Ångermanland och ingår i Husåns huvudavrinningsområde. Sjön har en area på 0,0493 kvadratkilometer och ligger 286,1 meter över havet.

## Delavrinningsområde
Bergtjärnen ingår i det delavrinningsområde (706114-165341) som SMHI kallar för Mynnar i Hattsjöån. Medelhöjden är 281 meter över havet och ytan är 0,94 kvadratkilometer. Det finns inga avrinningsområden uppströms utan avrinningsområdet är högsta punkten. Vattendraget som avvattnar avrinningsområdet har biflödesordning 3, vilket innebär att vattnet flödar genom totalt 3 vattendrag innan det når havet efter 43 kilometer. Avrinningsområdet består mestadels av skog (83 procent). Avrinningsområdet har 0,05 kvadratkilometer vattenytor vilket ger det en sjöprocent på 5,3 procent.